# Dispositif rétroréfléchissant
Pour les articles homonymes, voir Dispositif.

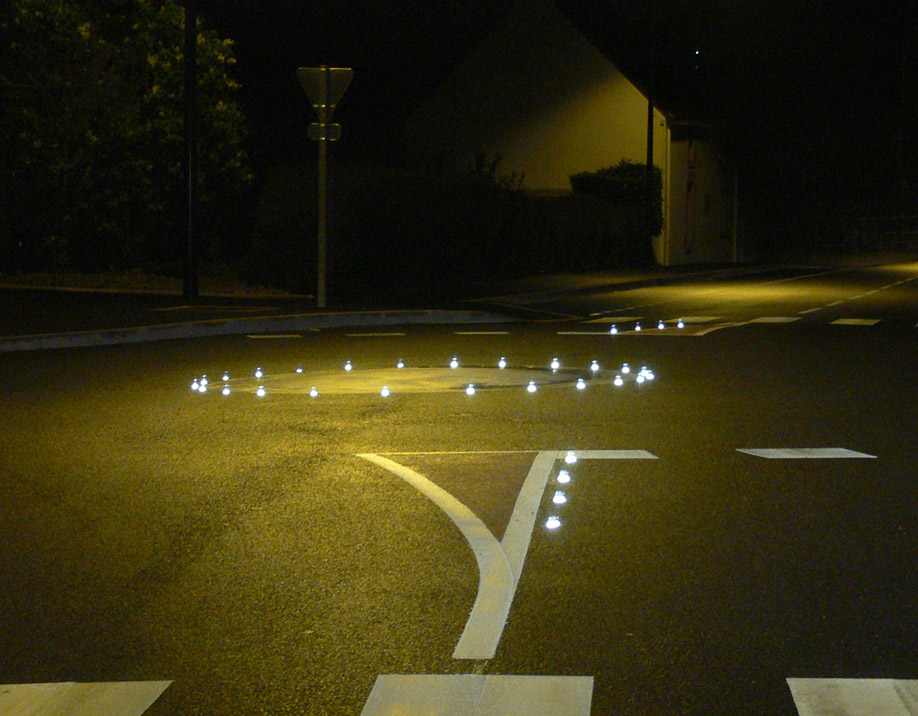
Carrefour aménagé avec dispositifs rétroréfléchissants, vu avec feux de croisement (couramment appelé « codes ») d'une voiture.

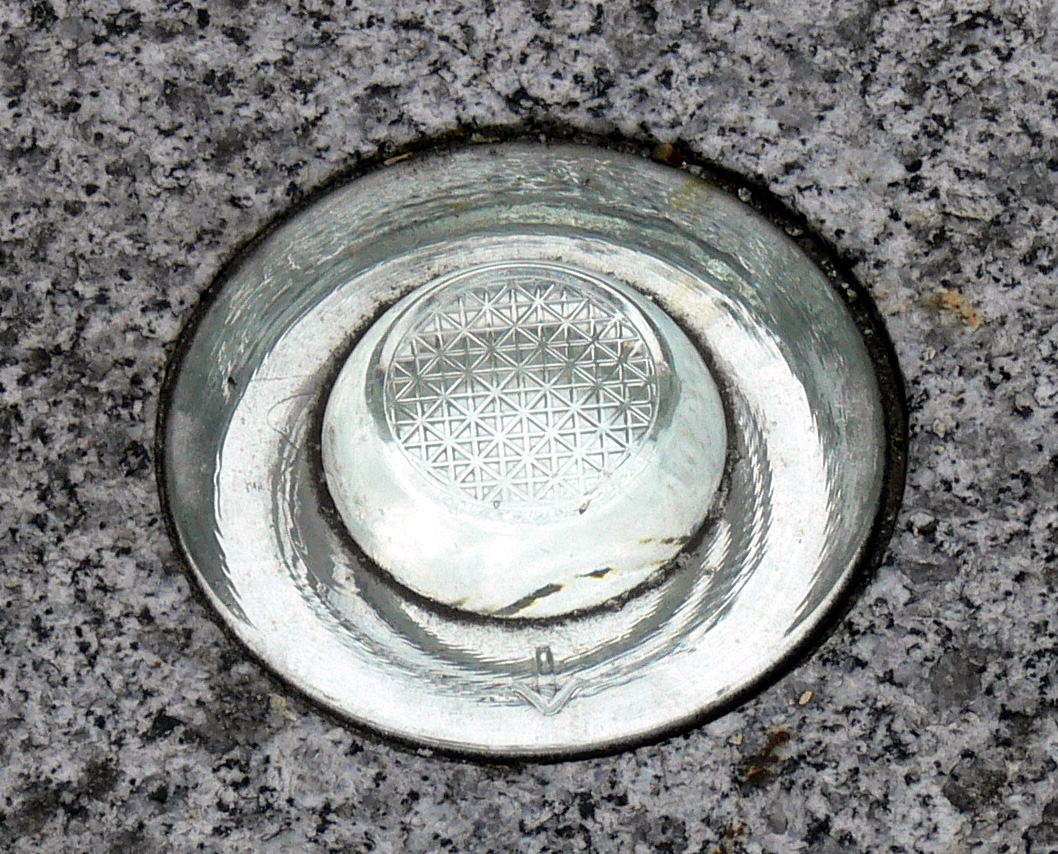
Cette « boule » de verre renvoie la lumière, suivant le principe catadioptrique.

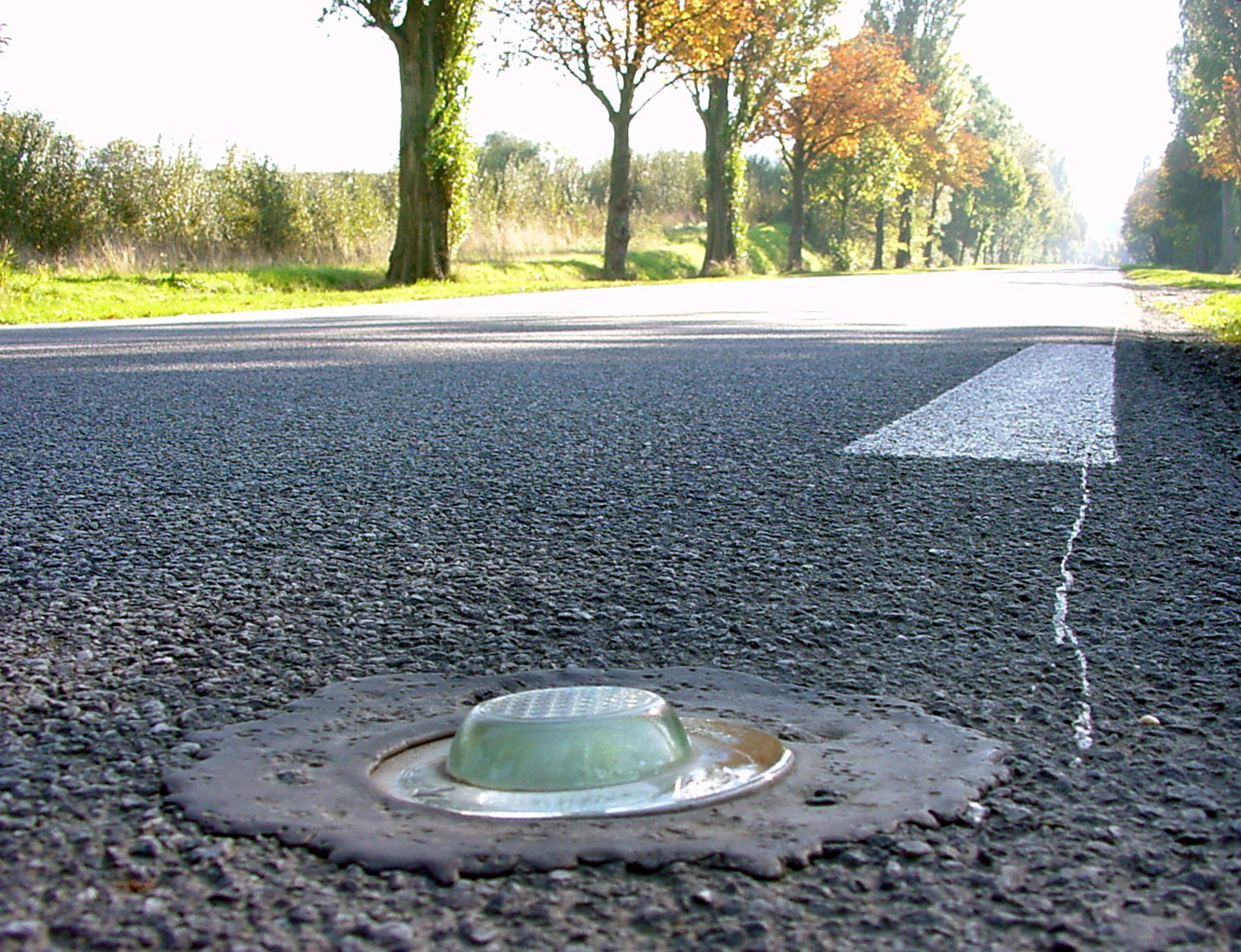
Autre exemple de dispositif renvoyant la lumière, comme le précédent.

Les dispositifs rétroréfléchissants sont des systèmes passifs, destinés à signaler dans la nuit ou l'obscurité une personne, un objet ou une zone à risque (carrefour, virage, passage piéton, bordures, etc.) qui s'appuient sur l'application du système optique appelé catadioptre.
Ils sont principalement efficaces dans les cas où un risque ou un danger doit être signalé à un conducteur équipé d'une source d'éclairage. Lorsqu'ils sont éclairés par un faisceau lumineux, ils le renvoient exactement « dans la direction de la source », quel que soit l'angle d'incidence du rayon initial, parfois en colorant la lumière réfléchie vers la source émettrice.
D'autres dispositifs, plus récents, mais inspirés des mêmes principes optiques, visent à réfléchir une faible partie de la lumière reçue dans toutes les directions, de manière à rendre visible le dispositif par d'autres que celui qui l'éclaire.
C'est le cas des réflecteurs de type « boule de verre ». À condition d'être dans le champ de vision d'un observateur (humain ou animal) situé ou non dans la zone éclairée par les phares, ils permettent à cet observateur d'être visuellement « alerté » par l'approche d'un véhicule bien avant son arrivée.

## Principe
Dans le noir, les cellules rétiniennes les plus efficaces sont les cellules en bâtonnet ; si elles ne permettent pas la vision des couleurs qui est, elle, assurée par les cellules en cône, les cellules en bâtonnet sont très sensibles aux faibles intensités lumineuses et aux brèves interruptions de faibles intensités lumineuses. Elles sont associés aux centres nerveux du cerveau qui détectent et interprètent les mouvements dans le champ de vision. Ce sont elles aussi qui permettent le mieux la détection de clignotements de faible intensité la nuit ou dans le noir.
C'est grâce à ces cellules que de nuit le passage rapide d'un chat, voire d'une souris, devant un dispositif rétroréfléchissant éclairé par le phare d'une voiture, sera souvent mieux perçu par son conducteur, même à plusieurs dizaines de mètres, voire à plus de 100 mètres, que de jour ; 
Les cellules en bâtonnet étant directement connectées au centres de veille et d'alarme du cerveau, l'attention de celui qui regarde est activée par le moindre effet de clignotement ou d'effacement du point lumineux par une personne, animal ou objet qui passerait entre ce point et l'œil. 
De plus c'est la périphérie de la rétine qui est la plus riche en cellules en bâtonnets. Or, cette zone du fond de l'œil capte la lumière venant de la périphérie du champ visuel. Ceci contribue à rendre le dispositif particulièrement efficace pour la sécurité routière.

## Quatre approches complémentaires
On peut distinguer quatre grands types de dispositifs rétroréfléchissants :

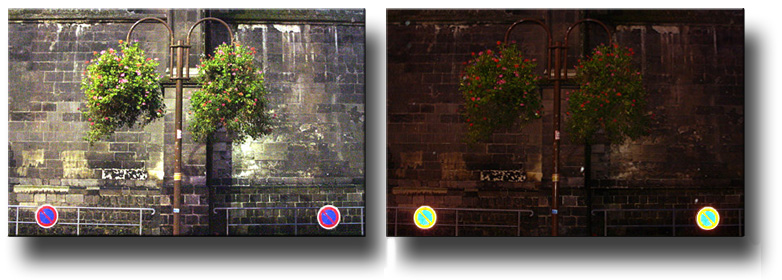
Panneaux de signalisation d'interdiction de stationner, Jour/Nuit.

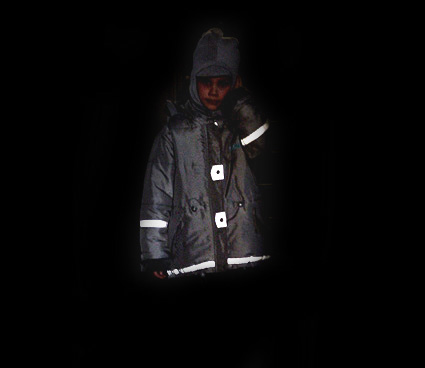
Bandes réfléchissantes sur vêtement d'enfant.

- Signalétique : Certains panneaux de signalisation de sécurité routière sont fabriqués avec des pigments contenant des microbilles de verre ou matériaux réfléchissants. On étale également une couche de poudre (microbilles de verre) sur la peinture blanche matérialisant au sol les passages piétons.

- Dispositifs fixes placés sur des objets ou routes pour matérialiser une bande de roulement ou la présence de ces objets. Il s'agissait d'abord de simples catadioptres ou bandeaux réfléchissants, qui ont récemment évolué vers des systèmes plus sophistiqués en verre (Cf. illustrations).

- les dispositifs emportés, fixés sur des véhicules, par exemple à l'arrière et/ou à l'avant des vélos, mobylettes, ou à l'arrière des automobiles, ou encore sur les rayons d'une bicyclette ou sur les pédales. (dans ces deux derniers cas, le mouvement de la roue ou de la pédale rend le dispositif encore plus visible). Ce sont généralement des catadioptres, auquel on ajoute parfois des bandes réfléchissantes (ou dites rétroréfléchissantes ou réflectorisantes).

- les dispositifs portés par une personne, fixés sur des vêtements, chaussures, cartables, de manière permanente (cousus, collés) ou provisoire (bracelet, ceintures, brassard..). Ils contiennent un « pigment » qui est en fait constitué de microbilles de verre ou matériaux ayant des propriétés optiques proches, qui réfléchissent la lumière.

## Matériaux

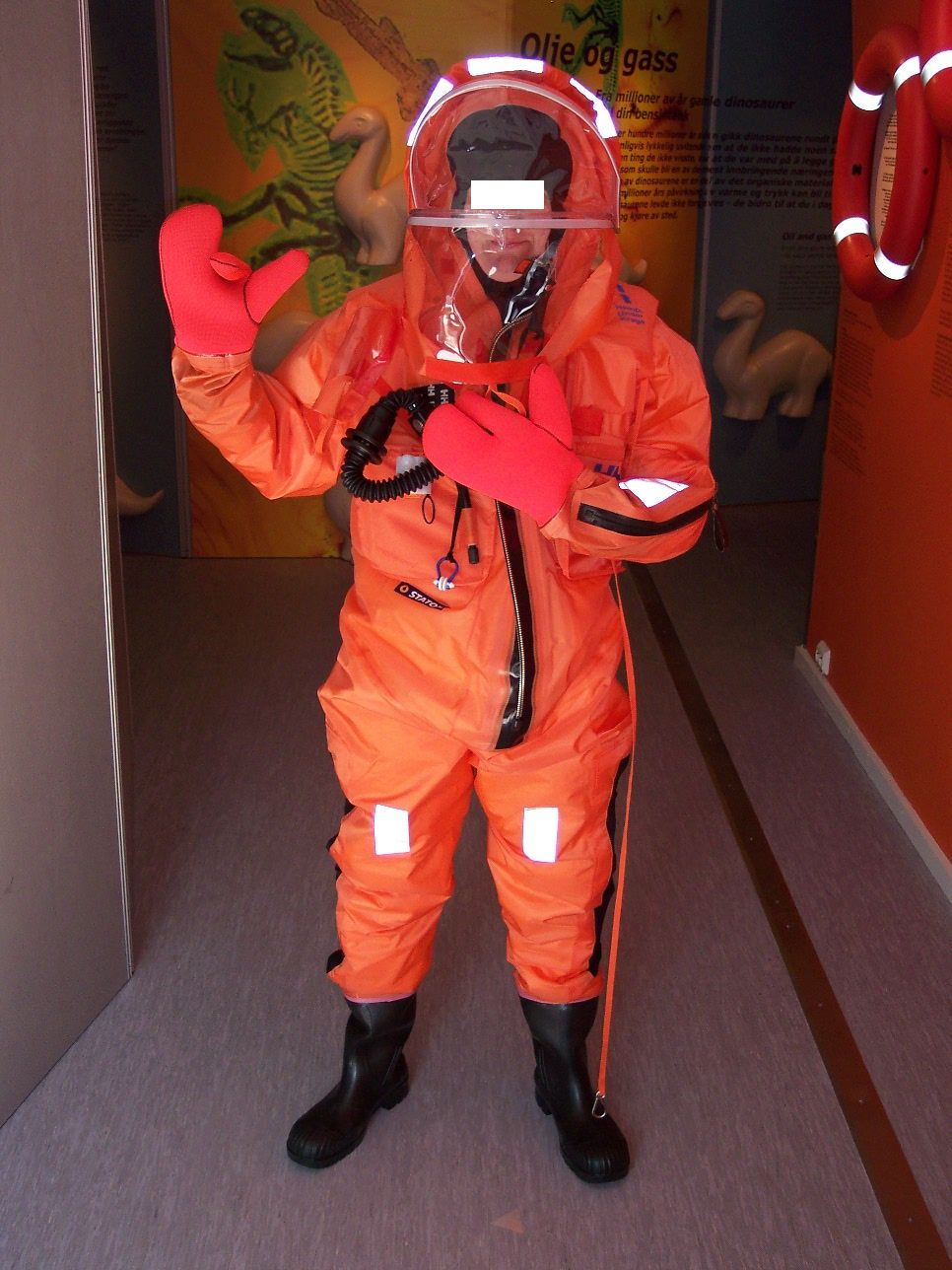
Bandes réfléchissantes sur combinaison de survie en mer.

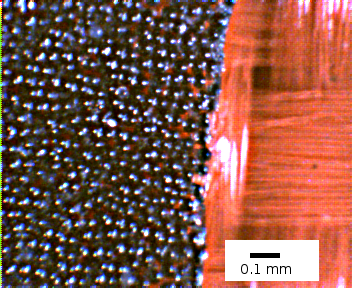
Bande réfléchissante à microbilles sur une tunique de cycliste (vue au microscope).

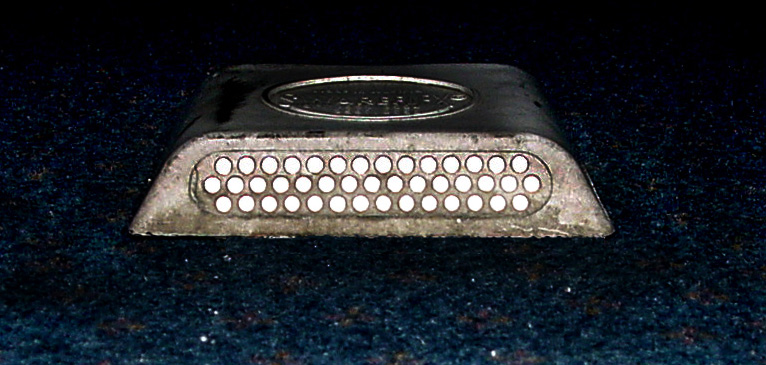
Catadioptre à 43 billes de verre.

Par les matériaux et les formes utilisées, les fabricants recherchent le meilleur indice de réflexion lumineuse, en limitant les pertes d'intensité par diffusion ou absorption dans le matériau. Les matières de base sont variées et adaptés à divers usages. À titre d'exemples, on trouve dans le commerce :
- des dispositifs à base de verre :
  - micro billes de verre jouant le rôle de pigment réfléchissant,
  - petites billes de verre insérées dans un socle,
  - forme spéciale de verre de quelques centimètres de diamètre et d'épaisseur insérée dans la route ou le sol du lieu.
- matière plastique rigide
- matière plastique souple (bracelets, scotch, autocollants, etc)
- métal enduit (ex panneau de signalisation)
- peintures
- tissus techniques

## Couleurs
Les brassards et éléments réfléchissants pour vêtements renvoient une lumière souvent blanche, jaune fluo ou orange fluo, couleurs conventionnellement associées à la signalisation du risque.
Les dispositifs mobiles garnissant les cycles ou autres véhicules sont par convention rouges (à l'arrière) et/ou orange (pour les côtés ou les pédales de vélos ou motocyclettes). 
Des dispositifs similaires, contenant un catadioptre orange ou rouge peuvent être fixés sur les bordures de portières de véhicules ou à l'intérieur, de manière à les rendre plus visibles, notamment pour les portières ouvertes d'un véhicule à l'arrêt dans le noir.
Les dispositifs fixes au sol renvoient une lumière blanche (pour des phares blancs) qui est la plus utile et efficace, car la mieux perçue par les cellules en bâtonnets.

## Législation
Certains de ces dispositifs sont obligatoires, sur les véhicules notamment et doivent être maintenus propres et visibles. 
Dans la plupart des pays, il n'y a pas d'obligation concernant les vêtements ou cartables d'enfants alors que leur sécurité pourrait être fort améliorée par une visibilité accrue dans le noir.
Certaines grandes collectivités offrent régulièrement aux enfants des écoles, aux cyclistes ou aux habitants des brassards ou bracelets réfléchissants, mais ils sont finalement assez peu portés. Ces objets sont parfois utilisés comme support publicitaires.

## Intérêt écologique
Ce sont des dispositifs de sécurité solides et durables. Ils ne nécessitent ni gros travaux pour la pose, ni source d'énergie, ni pièces mécaniques (pas de risque de pannes. Ils doivent simplement rester propres et visibles). Pour les dispositifs de verre et plastique, ils sont faciles à détruire en fin de vie, voire potentiellement recyclables et réutilisables.
- Les dispositifs en verre ou plastique ne semblent pas poser de problème environnemental.
- Un écobilan reste à faire pour les bandes de tissus, plastique, etc.  qui tiendrait compte des pigments et de la durabilité des produits. Mais ces dispositifs semblent dans tous les cas bien plus intéressants en termes d'empreinte écologique que toutes les autres solutions, auxquelles ils ne peuvent pas toujours se substituer, mais qui elles-mêmes pourraient aussi améliorer leur bilan environnemental et coût-bénéfice.

C'est une des solutions les plus intéressantes pour réduire les impacts écologiques des routes, des transports et de l'éclairage artificiel sur l'environnement nocturne. 
Ces dispositifs ne produisent pas de pollution lumineuse et semblent les moins perturbants pour la faune. Ils ne contribuent pas aux halos qui sont une nuisance pour la pratique de l'astronomie ou le plaisir d'admirer le ciel nocturne. Des études nord-américaines portant sur le phénomène de roadkill ont montré que des catadioptres renvoyant une partie de la lumière vers les abords pouvaient diminuer la mortalité animale sur la route en "alertant" les mammifères  s'apprêtant à traverser une route de nuit alors qu'un véhicule approche, mais ce dispositif perd de son efficacité à l'aube et au coucher du soleil, heures où les collisions sont les plus nombreuses. 
Les dispositifs de verre semblent les moins à risque pour l'environnement.